# 盤尼西林 (雞尾酒)
盤尼西林是一款國際調酒師協會（IBA）認證的官方調酒，由蘇格蘭威士忌、薑、蜂蜜糖漿和新鮮檸檬汁調製而成。

## 歷史
這款飲品於2005年由當時居住在紐約的澳大利亞調酒師Sam Ross創作。其名稱來源於蘇格蘭科學家亞歷山大·弗萊明所發現的藥物青黴素，暗示其某些成分具有藥用特性，且其效果被認為與熱托地酒相似，據說能緩解感冒與流感的症狀。
這款飲品最早於2005年在Milk & Honey酒吧推出。2024年，盤尼西林成為全球酒吧中第11受歡迎的調酒。